# Непокойчицкий, Анатолий Григорьевич
Анатолий Григорьевич Непокойчицкий (р. 17.10.1927, Могилёв) — белорусский физик, доктор физико-математических наук (1987), профессор.
В 1943—1944 партизан 113-го партизанского отряда, награждён орденом Отечественной войны II степени (1985).
В 1944—1951 гг. служил в армии, демобилизован по инвалидности. Окончил школу рабочей молодёжи (1952), физико-математический факультет Могилёвского педагогического института (1957) и аспирантуру (1960), в 1961 г. защитил кандидатскую диссертацию.
В 1961—1965 научный сотрудник Института физики АН Белорусской ССР.
С 1965 доцент, с 1968 г. проректор Могилёвского машиностроительного института. С 1970 г. зав. лабораторией Института прикладной оптики АН Белорусской ССР.
Получил более 100 патентов на изобретения в областях спектроскопии, физики плазмы и других, которые нашли применение в высокоточном приборостроении, радиотехнике, электронике, в военном деле.
За изобретение по навигации объекта по звездам присвоена учёная степень доктора физико-математических наук (1987). Профессор.
Соавтор книги:
- Марукович Е. И., Непокойчицкий А. Г. Эмиссионный спектральный анализ. Минск : Беларус. навука, 2013. — 307 с. — ISBN 978-985-08-1613-9.